# Hakspärrmossa
Hakspärrmossa (Campylophyllum halleri) är en bladmossart som beskrevs av Fleischer 1914. Enligt Catalogue of Life ingår Hakspärrmossa i släktet småspärrmossor och familjen Amblystegiaceae, men enligt Dyntaxa är tillhörigheten istället släktet småspärrmossor och familjen Hypnaceae. Enligt den finländska rödlistan är arten nära hotad i Finland. Arten är reproducerande i Sverige. Artens livsmiljö är kalkstensklippor och kalkbrott. Inga underarter finns listade i Catalogue of Life.